# Jerks./Episodenliste
Diese Episodenliste enthält alle Episoden der deutschen Comedyserie jerks., sortiert nach der deutschen Erstveröffentlichung. Die Fernsehserie umfasst fünf Staffeln mit 52 Episoden.

## Übersicht
| Staffel | Episodenanzahl | Erstveröffentlichung (VOD) | Erstveröffentlichung (VOD) | TV-Ausstrahlung    | TV-Ausstrahlung  |
| Staffel | Episodenanzahl | Staffelpremiere            | Staffelfinale              | Staffelpremiere    | Staffelfinale    |
| ------- | -------------- | -------------------------- | -------------------------- | ------------------ | ---------------- |
| 1       | 10             | 26. Januar 2017            | 23. Februar 2017           | 21. Februar 2017   | 21. März 2017    |
| 2       | 10             | 27. März 2018              | 29. März 2018              | 8. Mai 2018        | 5. Juni 2018     |
| 3       | 10             | 18. Juni 2019              | 16. Juli 2019              | 8. Oktober 2019    | 29. Oktober 2019 |
| 4       | 12             | 23. Dezember 2020          | 23. September 2021         | 4. Januar 2022     | 1. Februar 2022  |
| 5       | 10             | 2. Februar 2023            | 30. März 2023              | 11. September 2024 | 10. Oktober 2024 |

## Staffel 1
Vom 26. Januar bis zum 23. Februar 2017 wurden wöchentlich jeweils zwei Folgen auf der deutschen sowie österreichischen Version des Video-on-Demand-Anbieters maxdome veröffentlicht. Im linearen Fernsehen strahlte der Free-TV-Sender ProSieben ebenfalls wöchentlich in Doppelfolgen die erste Staffel vom 21. Februar bis 21. März 2017 aus. Auf der DVD ist die erste Folge Samenraub in Episode 1 umbenannt. Ursprünglich ist Hindenburg die erste Folge der Staffel. Dies erkennt man daran, dass Christian und Emily noch in ihrer alten Wohnung wohnen und Sido Christian von Fahri vorgestellt wird. In dieser Reihenfolge wird diese Staffel auch auf Joyn und Maxdome angeboten.
| Nr. (ges.) | Nr. (St.) | Originaltitel            | Erstveröffentlichung (D/A, VOD) | Regie           | Drehbuch                      | TV-Ausstrahlung (D) |
| --- | --------- | ------------------------ | ------------------------------- | --------------- | ----------------------------- | ------------------- |
| 1 | 1         | Samenraub                | 26. Jan. 2017                   | Christian Ulmen | Johannes Boss, Murmel Clausen | 21. Feb. 2017       |
| Christian vergleicht seinen neuen Vermieter, der als Tagesvater arbeitet, bei der Schlüsselübergabe indirekt mit einem Vergewaltiger. Der Vermieter wirft daraufhin Christian und seine Freundin Emily raus. Da sie die alte Wohnung bereits dem neuen Mieter übergeben haben und Christians Exfrau Collien, die mit Kay One eine neue Beziehung führt, keinen Platz im Haus habe, fragt Christian seinen besten Freund Fahri um Rat. Der besteht darauf, dass Christian und Emily bei ihm einziehen, wo Christians Moralvorstellungen mit denen von Fahris Freundin Pheline aufeinandertreffen. Da sich Emilys Kinderwunsch mit Christian bisher nicht erfüllt hat, soll Christian sein Sperma untersuchen lassen. Christian möchte sich jedoch nicht für eine Spermaprobe in einer Arztpraxis selbst befriedigen. Er schaut sich daher eine Porno-DVD im Kinderzimmer von Fahris einziger Tochter an. Pheline findet die DVD im DVD-Player der Tochter und stellt Christian zur Rede. Als dieser dann auch noch von der Tochter beim Masturbieren beobachtet wird, wirft Pheline Emily und Christian raus. |           |                          |                                 |                 |                               |                     |
| 2 | 2         | Camilla                  | 26. Jan. 2017                   | Christian Ulmen | Johannes Boss, Murmel Clausen | 21. Feb. 2017       |
| Christian fährt seine Freundin Emily zum Bassinplatz und liest zufällig auf ihrem Handy eine Nachricht von seiner Exfrau Collien über einen Masturbationskurs. Er spricht mit Fahri darüber und es kommt heraus, dass auch dessen Freundin Pheline den Kurs besucht. Die beiden schleichen sich in das Haus in der Mittelstraße, in dem der Kurs stattfindet, und schauen heimlich zu. Als sie auffliegen, fliehen die beiden und werden später von ihren Freundinnen zum Kurs eingeladen. Fahri und Christian treffen sich davor und machen ab, dort vor allem deshalb hin zu gehen, um die Vaginas der drei Frauen und der Kursleiterin zu sehen. Als Christian beim Kurs die Vagina seiner Freundin, die diese Camilla nennt, als „Möse“ bezeichnet und sich zudem noch wegen der Abmachung mit Fahri verplappert, wirft die Kursleiterin ihn raus. Dabei verliert Christian ein Pornoheft. Emily ist sauer, dass Christian ihr nicht von seiner Vorliebe für den darin beschriebenen Fetisch erzählt hat. Christian erklärt, Sido habe das Heft verloren und er habe es gefunden. Emily glaubt ihm nicht und besteht darauf, zu Sido zu fahren und ihm das Heft zurückzugeben, was Christian dann auch tut – allerdings unter den Augen von Sidos Frau Charlotte Würdig. Charlotte ist entsetzt. Emily bietet Christian als Entschuldigung an, ihr bei der Masturbation zuzusehen, doch Christian beschäftigt sich dabei lieber mit seinem Smartphone und seinen E-Mails. |           |                          |                                 |                 |                               |                     |
| 3 | 3         | Hindenburg               | 2. Feb. 2017                    | Christian Ulmen | Johannes Boss, Murmel Clausen | 28. Feb. 2017       |
| Christian und Emily erfahren, dass Emily doch nicht schwanger ist, wie sie durch einen defekten Schwangerschaftstest dachten. Emily ist schockiert und die Frauenärztin rät den beiden, zu einem Selbsthilfekurs zu gehen – gegen Christians Willen. Davor wird Christian von Fahri zu einer Feier mit Sido eingeladen. Sido verwehrt Christian den Zutritt, weil er ein „Depri-Face“ habe. Christian fährt in den Laden im Holländischen Viertel, in dem Emily arbeitet, welche ihm dies bestätigt. Emily und eine weitere Mitarbeiterin des Ladens, die auch ihren Kater „Hindenburg“ mit zur Arbeit gebracht hat, nutzen Christians Anwesenheit, um einkaufen zu fahren. Da der Laden keine Toilette besitzt, verrichtet Christian seine Notdurft im Katzenklo. Als Emily und die Mitarbeiterin zurückkehren, bekommt letztere wegen des großen Kots im Katzenklo eine Panik, dass etwas mit Hindenburg nicht stimmen würde und lässt ihn vom Tiernotarzt abholen. Bei der Selbsthilfegruppe ist es Christian, nachdem die anderen vom Verlust ihrer Kinder durch Unfälle erzählt haben, peinlich, die für ihn banale Geschichte mit dem Schwangerschaftstest zu erzählen, und er erzählt stattdessen, dass Emily das Kind im 9. Monat bei einem Sturz verloren hätte. Als Christian den Kursteilnehmer Fred später in einem Café trifft, in dem auch Sido ist, möchte sich Fred ein Autogramm von Sido holen und erzählt Sido, was Christian passiert sei, sodass Christian von Sido aus Mitleid zur nächsten Feier eingeladen wird. Fred überredet Christian, zum nächsten Kurs mitzukommen. Dort liest der Kursleiter einen Brief vor, wodurch herauskommt, dass die Kursteilnahme von Christian durch den Hersteller des Schwangerschaftstests wegen dessen Fehlfunktion bezahlt wurde, was zu einer großen Empörung in der Gruppe führt. Als Sido den Verlust von Emilys Kind auf der Feier erzählt, lässt Fahri die Lüge auffliegen, weshalb Sido Christian rauswirft. Als er zuhause ankommt, ist Emilys Mitarbeiterin da, die gekündigt hat und weint, weil ihr Kater drei Tage in Quarantäne war, bis festgestellt wurde, dass es sich um Menschenkot handelte. |           |                          |                                 |                 |                               |                     |
| 4 | 4         | Merhaba                  | 2. Feb. 2017                    | Christian Ulmen | Johannes Boss, Murmel Clausen | 28. Feb. 2017       |
| Christian zerstört versehentlich beim Schwimmunterricht seiner Töchter das Handy eines anderen Vaters, Ugur, und verspricht, ihm das Handy reparieren zu lassen. Christian und Fahri stellen außerdem bei ProSieben ihre neue Serienidee Reichscrystalnacht über zwei dealende Unionspolitiker vor, die beim Senderchef gut ankommt. Als Emily und Christian eine Karte für die Beerdigung von Phelines Vater kaufen wollen, wird Emily beim Ladendiebstahl ertappt und beichtet Christian von ihrer Kleptomanie. Christian verschafft ihr gegen ihren Willen einen Termin beim Psychologen. Als er sie dorthin begleitet, hätte er sich jedoch eigentlich mit seinem Team mit der Planung der Serie beschäftigen sollen, weshalb ihn das Team anruft, um zu fragen, wo er ist. Da er dem Team nicht erzählen kann, dass er mit Emily beim Psychologen ist, erzählt er, sie wären bei Emilys Gesangslehrer. Als Christian Ugur sein Handy zurück bringt, erzählt er diesem davon, dass er mit seinem Team eine Serie plant. Ugur und dessen Freunde machen Druck auf Christian, dass er Ugur eine größere Rolle zukommen lässt. Ugur erweist sich jedoch beim Vorsprechen beim Gesellschafter von ProSieben als derart ungeeignet, dass die Serie doch nicht gekauft wird. Auf der anschließenden Beerdigung von Phelines Vater, einem großen Musikliebhaber, ist der Sänger ausgefallen. Da Fahri glaubt, Emily habe Gesangserfahrungen, lässt er sie stattdessen das Lied „Ave Maria“ vorsingen, was eine große Blamage für die Trauergäste wird. |           |                          |                                 |                 |                               |                     |
| 5 | 5         | Der Jojo-Effekt          | 9. Feb. 2017                    | Christian Ulmen | Johannes Boss, Murmel Clausen | 7. Mär. 2017        |
| Christian macht sich Sorgen, dass er seine Vaterrolle verlieren könne, weil Jojo, der neue Freund seiner Ex-Frau, immer mehr Zeit mit seinen beiden Töchtern verbringt. Er wendet sich an Fahri, der ihm vorschlägt, dass er gegenüber Jojo etwas aggressiver auftreten solle. Fahri hat ein neues Hobby gefunden und moderiert ein Web-Radio. Er ist eifersüchtig auf seinen Neffen Falk macht ihm in einem Gespräch unter Männern klar, dass Pheline seine Partnerin ist und gibt ihm „Sexualkunde-Unterricht“. Als Pheline und Dar Salim davon erfahren, wird Fahri rausgeworfen. |           |                          |                                 |                 |                               |                     |
| 6 | 6         | Der soziale Abstieg      | 9. Feb. 2017                    | Christian Ulmen | Johannes Boss, Murmel Clausen | 7. Mär. 2017        |
| Christian trifft nach dem Sport zufällig seine Ex-Freundin Josie, von der er fälschlicherweise glaubt, dass diese obdach- und mittellos ist. Er fühlt sich für ihre Lebenssituation verantwortlich, weshalb er ihre Einladung zu einem Diner bei ihr zuhause annimmt. Dort angekommen stellen Christian und Emily fest, dass sie jedoch sehr wohlhabend ist. Sie treffen dort unter anderem auch auf Claus Strunz. Die beiden machen sich bei den anwesenden Gästen unbeliebt. Beim Essen werden Christians Fähigkeiten als Schauspieler und Komiker in Frage gestellt. Nachdem ein Hund auf Christians Schoß pinkelt, werden die beiden rausgeworfen. |           |                          |                                 |                 |                               |                     |
| 7 | 7         | Die Mutter aller Drogen  | 16. Feb. 2017                   | Christian Ulmen | Johannes Boss, Murmel Clausen | 14. Mär. 2017       |
| Christian wendet sich an seinen Urologen, weil er vermutet Hodenkrebs zu haben. Es stellt sich heraus, dass es sich um eine Hodensackentzündung handelt. Christian überrascht den Urologen anschließend beim Koksen. Währenddessen fahren Muriel, Emily und Pheline zum Wellness. Emily bittet Christian, sich um Muriels Freund Jacob zu kümmern. Doch Fahri kann Jacob nicht leiden. Sie gehen zu einem Männerabend bei Fahri. Dort erscheint auch Ralph Herforth, welcher Heroin organisiert. Jakob erklärt sich als Erster dazu bereit, Heroin zu nehmen. Doch dieser verträgt die Droge nicht. Christian ruft seinen Urologen herbei, der Entwarnung gibt. Muriel, Emily und Pheline sind geschockt, als sie davon am nächsten Tag erfahren. |           |                          |                                 |                 |                               |                     |
| 8 | 8         | Braindead                | 16. Feb. 2017                   | Christian Ulmen | Johannes Boss, Murmel Clausen | 14. Mär. 2017       |
| Muriel ist seit fünf Monaten im Wachkoma. Sie sitzt auf dem Rollstuhl und wird von Jakob gepflegt. Als Christian und Emily den beiden einen Besuch abstatten, erfahren sie, dass Jakob trotz Koma mit Muriel Sex habe. |           |                          |                                 |                 |                               |                     |
| 9 | 9         | Der Junggesellenabschied | 23. Feb. 2017                   | Christian Ulmen | Johannes Boss, Murmel Clausen | 21. Mär. 2017       |
| Jakob feiert seinen Junggesellenabschied, an dem Fahri nur widerwillig teilnimmt. Fahri benimmt sich dabei abgehoben und ballert beim Paintball-Match mehrmals auf den Bräutigam, weil dieser Muriel von Fahris neuester Affäre erzählt hat. Fahri rastet später aus, als er mit ansieht, wie sich seine Freundin von einem Stripper bespaßen lässt. Er schlägt durch eine Glasscheibe, was ihn ins Krankenhaus bringt, wo ihm durch eine Bluttransfusion das Leben gerettet werden muss. Das Blut kommt von Jakob. |           |                          |                                 |                 |                               |                     |
| 10 | 10        | Ring of Fire             | 23. Feb. 2017                   | Christian Ulmen | Johannes Boss, Murmel Clausen | 21. Mär. 2017       |
| Christian, Emily, Pheline und Fahri verbringen eine entspannte Zeit auf zwei Hausbooten an einem See. Christian will Emily einen Heiratsantrag machen. Bei einem romantischen Essen wird Emilys Verlobungsring in der Nachspeise versteckt. Jacob verfüttert den Ring jedoch versehentlich an die komatöse Muriel, woraufhin Christian sich um diese kümmert und deren Windeln wechselt, doch der Ring ist nicht aufgetaucht. Es wird eine romantische Kutschfahrt geplant. Muriel wird auf die Pferdekutsche verladen, da nehmen die Pferde bei einem Ploppen der Sektflasche Reißaus. Später findet die Polizei die tote Muriel auf einem Feld. Sie starb aufgrund einer allergischen Reaktion auf zahlreiche Bienenstiche. Die Bienen wurden dabei von einer fruchtigen Lotion angelockt, mit der Muriel zuvor von Christian eingerieben wurde. Der Ring für Emily wird anschließend in Muriels Darm gefunden. |           |                          |                                 |                 |                               |                     |

## Staffel 2
Die komplette zweite Staffel wurde am 29. März 2018 auf maxdome veröffentlicht. Als Bonus zu den zehn Episoden wurde auch ein Making-of produziert. Bereits am 27. März 2018 wurde die erste Episode exklusiv auf Spiegel online für einen Tag zum kostenlosen Abruf bereitgestellt. Vom 8. Mai bis zum 5. Juni 2018 wurde die zweite Staffel auf ProSieben erneut wöchentlich in Doppelfolgen ausgestrahlt.
| Nr. (ges.) | Nr. (St.) | Originaltitel     | Erstveröffentlichung (D/A, VOD) | Regie           | Drehbuch                       | TV-Ausstrahlung (D) |
| --- | --------- | ----------------- | ------------------------------- | --------------- | ------------------------------ | ------------------- |
| 11 | 1         | Seitensprung      | 27. März 2018                   | Christian Ulmen | Christian Ulmen, Johannes Boss | 8. Mai 2018         |
| Christian wacht neben einer ihm fremden Frau auf. Da er seine Freundin Emily betrogen hat, verschafft ihm Fahri ein Alibi. Fahri hat zu wenig Fleisch für ein Abendessen, weil nicht nur Emily und Christian, sondern auch Mina Tander und Andreas Bourani als Gäste eingeladen werden und holt es sich beim Nachbarn, während dieser abwesend ist. Es stellt sich heraus, dass es sich dabei um Menschenfleisch handelt, das für medizinische Versuche im Privatkühlschrank zwischengelagert wurde. Während des Essens, bei dem Mina ihre Trennung von ihrem untreuem Gatten thematisiert, redet sich Christian um Kopf und Kragen, so dass sein Fremdgehen Emily offenbar wird. |           |                   |                                 |                 |                                |                     |
| 12 | 2         | Junge Herzen      | 29. März 2018                   | Christian Ulmen | Christian Ulmen, Johannes Boss | 8. Mai 2018         |
| Sechs Monate später: Christian und Emily sind mittlerweile getrennt. Christian und Fahri werden von Teenagern zu einer Feier eingeladen, nachdem Christian einer Schülerin durch Detailwissen zur Vitamin-B12-Genese ihr Abi rettet. Die ganze Truppe fährt mit einem Beer-Bike durch Potsdam bis zur Villa der Familie Hopper. Es stellt sich heraus, dass Vater Hopper ein Klinikarzt ist, der Christian und seine Töchter aufgrund häufiger Besuche in der Notaufnahme kennt. Christian schubst die Tochter der Familie Hopper in den Pool. Weil sie einen künstlichen Darmausgang hat, wird der ganze Pool beschmutzt.                                                        |           |                   |                                 |                 |                                |                     |
| 13 | 3         | München           | 29. März 2018                   | Christian Ulmen | Christian Ulmen, Johannes Boss | 15. Mai 2018        |
| Christian hat ein Date mit einer facebook-Bekanntschaft aus München. Währenddessen springt Fahri für die Geburtstagsparty von Christians Tochter ein, wo er sich als Einhorn verkleidet und schlecht gelaunt ist. Collien ist entsetzt, als sie den wahren Grund für Christians Abwesenheit erfährt. |           |                   |                                 |                 |                                |                     |
| 14 | 4         | Fuss              | 29. März 2018                   | Christian Ulmen | Christian Ulmen, Johannes Boss | 15. Mai 2018        |
| Fahri plant mit Arne Friedrich ein gemeinsames Business. Christian zerstört dabei versehentlich den Gipsabdruck von Arnes Fuß. Der Gipsabdruck wird nachgebaut und heimlich wieder angebracht. |           |                   |                                 |                 |                                |                     |
| 15 | 5         | Tibet             | 29. März 2018                   | Christian Ulmen | Christian Ulmen, Johannes Boss | 22. Mai 2018        |
| Fahri plant nach einer Charity-Veranstaltung einen Dreier mit Palina Rojinski und ihrer Schwester Vivienne. Später kümmert er sich um einen politischen Flüchtling aus Tibet. |           |                   |                                 |                 |                                |                     |
| 16 | 6         | Elternhaus        | 29. März 2018                   | Christian Ulmen | Christian Ulmen, Johannes Boss | 22. Mai 2018        |
| Christian und Fahri übernachten bei Christians Eltern. Auf der Fahrt zu Christians Elternhaus überfahren sie versehentlich einen Storch. Die beiden verstecken das tote Tier im Kofferraum. |           |                   |                                 |                 |                                |                     |
| 17 | 7         | Paul              | 29. März 2018                   | Christian Ulmen | Christian Ulmen, Johannes Boss | 29. Mai 2018        |
| Christian und Fahri lernen bei einem Kochkurs Paul Keuter kennen. Paul und Christian werden Freunde. Fahri wird eifersüchtig und schmiedet einen Racheplan. |           |                   |                                 |                 |                                |                     |
| 18 | 8         | Escort            | 29. März 2018                   | Christian Ulmen | Christian Ulmen, Johannes Boss | 29. Mai 2018        |
| Der Investor Alexander möchte statt Christian lieber Wayne Carpendale in der Hauptrolle eines Musicals sehen. |           |                   |                                 |                 |                                |                     |
| 19 | 9         | Noah              | 29. März 2018                   | Christian Ulmen | Christian Ulmen, Johannes Boss | 5. Juni 2018        |
| Fahri und seine Freundin nehmen eine Darmspülung vor. Eine Besucherin aus Frankreich glaubt irrtümlich, dass Fahri in der Klinik der „Geschäftsführer“ sei. Christian trifft zufällig auf Sonja eine Freundin seiner Ex und erfährt, dass ihr Sohn Noah mit seinen Töchtern in die gleiche Klasse geht. Prompt lässt er sich um den Finger wickeln und lädt ihren Sohn zur Pyjamaparty seiner Töchter ein. Die sind wenig begeistert, dass „der Sabberling“ zu ihrer Party kommt. |           |                   |                                 |                 |                                |                     |
| 20 | 10        | Der kleine Yardim | 29. März 2018                   | Christian Ulmen | Christian Ulmen, Johannes Boss | 5. Juni 2018        |
| Fahri plant, seine Freundin „unter Wasser“ zu heiraten. Christian soll Trauzeuge werden, in der Tauchschule kommt es jedoch zu einem Streit mit seinem Tauchpartner. Christian soll daher seiner Ex-Geliebten Jasmin Wagner ausrichten, dass dieser eine Kontaktsperre wünscht. |           |                   |                                 |                 |                                |                     |
| – | 11        | Bonus: Making of  | 29. März 2018                   | –               | –                              | –                   |

## Staffel 3
Die dritte Staffel begann mit der gleichzeitigen Veröffentlichung der ersten zwei Episoden am 18. Juni 2019 auf maxdome als auch kostenlos auf dem neuen VOD-Anbieter Joyn. Wöchentlich folgte bis zum 16. Juli 2019 zwei weitere Folgen. Die TV-Ausstrahlung fand ab dem 8. Oktober 2019 auf ProSieben statt.
| Nr. (ges.) | Nr. (St.) | Originaltitel                 | Erstveröffentlichung (D/A, VOD) | Regie           | Drehbuch                                        | TV-Ausstrahlung (D) |
| --- | --------- | ----------------------------- | ------------------------------- | --------------- | ----------------------------------------------- | ------------------- |
| 21 | 1         | Happiness                     | 18. Juni 2019                   | Christian Ulmen | Christian Ulmen, Johannes Boss, Johann Buchholz | 8. Okt. 2019        |
| Emily möchte, dass Christian sich von Jasna trennt. Dies fällt ihm jedoch schwer, nachdem er in einem Brief erfährt, dass Jasna an Brustkrebs erkrankt ist. Christian verschweigt ihr davon. Jasna erfährt erst im Backstage-Bereich in Gegenwart ihrer Mutter und ihren Geschwistern durch Klaas Heufer-Umlauf von der Diagnose. |           |                               |                                 |                 |                                                 |                     |
| 22 | 2         | Volker                        | 18. Juni 2019                   | Christian Ulmen | Christian Ulmen, Johannes Boss, Johann Buchholz | 8. Okt. 2019        |
| Volker Bruch taucht eines Nachts zusammen mit Fahri bei Christian auf, damit dieser bei ihm übernachten kann. Dieser hat eine Au-Pair gegen ihren Willen in seinen Keller gesperrt. Pheline begleitet Fahri zu einer Therapiesitzung für Vergewaltigungsopfer. Dort gibt Fahri vor, dass Jasmin Wagner ihn vergewaltigt habe, um somit das gemeinsame Kind erklären zu können. |           |                               |                                 |                 |                                                 |                     |
| 23 | 3         | Babas Tod                     | 25. Juni 2019                   | Christian Ulmen | Christian Ulmen, Johannes Boss, Johann Buchholz | 15. Okt. 2019       |
| Fahris Vater liegt im Sterben. Christian geht mit den Köchen der Klinik eine Wette ein, dass Fahris Vater nicht sterben werde. Schließlich stirbt Fahris Vater doch noch. Christian und Emily versuchen, ein Kind zu adoptieren und erfüllen nur mit viel Mühe die Adoptionsvoraussetzungen. Die Adoption wird schließlich abgelehnt, nachdem Christian heimlich versucht in den Antragsunterlagen das zugewiesene Kind gegen ein „schöneres“ Kind zu tauschen.                                                     |           |                               |                                 |                 |                                                 |                     |
| 24 | 4         | Blütezeit                     | 25. Juni 2019                   | Christian Ulmen | Christian Ulmen, Johannes Boss, Johann Buchholz | 15. Okt. 2019       |
| Fahri und Christian wollen einen Werbe-Deal an Land ziehen. Dazu laden sie einen Unternehmenschef zu Colliens Geburtstagsfeier ein. Dieser ist jedoch Epileptiker, der keine Lichtblitze ertragen kann. |           |                               |                                 |                 |                                                 |                     |
| 25 | 5         | Griebnitzsee                  | 2. Juli 2019                    | Christian Ulmen | Christian Ulmen, Johannes Boss, Johann Buchholz | 22. Okt. 2019       |
| Beim Baden im See verschwinden Christians Töchter. Es stellt sich heraus, dass sie von einer Strömung erfasst wurden und beinahe ertrunken wären, aber von einem fremden Mann gerettet wurden. Fahri und Christian machen den Mann ausfindig, um sich mit einer teuren Flasche Whisky zu bedanken – ohne zu ahnen, dass der Mann trockener Alkoholiker ist. |           |                               |                                 |                 |                                                 |                     |
| 26 | 6         | Jump Up, Jump Up and Get Down | 2. Juli 2019                    | Christian Ulmen | Christian Ulmen, Johannes Boss, Johann Buchholz | 22. Okt. 2019       |
| Beim Trampolinspringen im Garten beobachtet Fahri seine neue Nachbarin beim Pinkeln. Als die Nachbarin die Polizei ruft, sieht Fahri sich gezwungen, das Trampolin zu verschieben und legt sich mit der Nachbarin an. Christian und Collien veranstalten ein Zeltlager für Schulfreunde ihrer Tochter. Als eines der Kinder einen epileptischen Anfall bekommt, unterläuft Christian ein unangenehmes Versehen. |           |                               |                                 |                 |                                                 |                     |
| 27 | 7         | House of Cards                | 9. Juli 2019                    | Christian Ulmen | Christian Ulmen, Johannes Boss, Johann Buchholz | 22. Okt. 2019       |
| Christian bekommt bei einer Rückenmassage einen ungewollten Samenerguss. Fahri will sich politisch engagieren und nimmt an einer Versammlung des Ortsverbandes der Grünen teil. Marcel Reif empfiehlt Fahri und Christian zu einer Hodentastuntersuchung. Fahri glaubt, dass die Sprecherin des Ortsverbandes unerlaubt auf einem Behindertenparkplatz parkt und gewaltsam mit ihrer Tochter umgehe. |           |                               |                                 |                 |                                                 |                     |
| 28 | 8         | W. Axl Rose                   | 9. Juli 2019                    | Christian Ulmen | Christian Ulmen, Johannes Boss, Johann Buchholz | 29. Okt. 2019       |
| Fahri und Christian treffen auf „Cookie Eisermann“ (offenbar eine Persiflage von Micky Beisenherz) und finden ihn unsympathisch. Cookie wird von Christian geschlagen, während er ein Selfie aufnimmt. Zur Versöhnung und auf Anraten der PR-Beraterin gehen sie zu dritt Fallschirmspringen. Bei einem Tandemsprung wird Fahri von Cookie unsittlich berührt. |           |                               |                                 |                 |                                                 |                     |
| 29 | 9         | Shalom                        | 16. Juli 2019                   | Christian Ulmen | Christian Ulmen, Johannes Boss, Johann Buchholz | 29. Okt. 2019       |
| Christian, Fahri, Emily und Pheline besichtigen die Ferienwohnung von Herrn Weinberg, der streng gläubiger Jude ist. Fahri und Christian streiten sich wegen des Trinkgeldes. Fahri vergleicht daraufhin Christian mit einem Juden, welcher in antisemitischen Karikaturen oft als Geizhals dargestellt wird. Um die Ferienwohnung nicht zu verlieren, gibt sich Fahri gegenüber Herr Weinberg als Jude aus. Nachdem sich herausstellt, dass Fahri doch kein Jude ist, wird die Ferienwohnung anderweitig vergeben. |           |                               |                                 |                 |                                                 |                     |
| 30 | 10        | Rausch                        | 16. Juli 2019                   | Christian Ulmen | Christian Ulmen, Johannes Boss, Johann Buchholz | 29. Okt. 2019       |
| Bei einem gemeinsamen Abend schlagen Ralph Herforth und Julia Hartmann den anderen Anwesenden einen Partnertausch vor. Andreas Bourani und seine Partnerin verabschieden sich vorzeitig. Nach einer Runde Flaschendrehen müssen ausgerechnet Pheline und Christian, sowie Emily und Fahri miteinander schlafen. In getrennten Zimmern schlafen Pheline und Christian tatsächlich miteinander, während Emily und Fahri nur plaudern.                                                                                 |           |                               |                                 |                 |                                                 |                     |

## Staffel 4
Die vierte Staffel startete mit einer Doppelfolge am 23. Dezember 2020 bei Joyns kostenpflichtigem Subscription-Video-on-Demand-Angebot Joyn Plus+. Die restlichen Folgen wurden sukzessive ab August 2021 ausgestrahlt.
| Nr. (ges.) | Nr. (St.) | Originaltitel       | Erstveröffentlichung (D/A, VoD) | Regie           | Drehbuch                                                            | TV-Ausstrahlung (D) |
| --- | --------- | ------------------- | ------------------------------- | --------------- | ------------------------------------------------------------------- | ------------------- |
| 31 & 32 | 1 & 2     | Gentleman’s Stich   | 23. Dez. 2020                   | Christian Ulmen | Christian Ulmen, Johannes Boss, Johann Buchholz, Timon Karl Kaleyta | ausstehend          |
| Pheline steht unmittelbar vor der Geburt eines Kindes von Fahri. Dieser möchte verhindern, dass sie das Kind ohne Kaiserschnitt zur Welt bringt, da er fürchtet, Pheline durch eine natürliche Geburt als Sexpartnerin zu verlieren. Fahri erfährt durch die scheinbare Hilfe eines älteren Patienten im Krankenhaus, dass es dort einen Chefarzt gebe, der bei Frauen einen Husband Stitch vornimmt. Christian kümmert sich währenddessen um Emily, die mit ihrer Kinderlosigkeit zu kämpfen hat. Fahri behauptet, dass Pheline beim Partnertausch-Abend (Staffel 3, Episode 10) von Christian geschwängert wurde. Dazu fälscht er seinen Vaterschaftstest, damit Christian scheinbar der Vater wird. Pheline findet jedoch im Mülleimer die Beweise, dass der Vaterschaftstest gefälscht wurde, und stellt Fahri zur Rede.                                                                        |           |                     |                                 |                 |                                                                     |                     |
| 33 | 3         | Erschütterung       | 26. Aug. 2021                   | Christian Ulmen | Christian Ulmen, Ben Brooks                                         | 4. Jan. 2022        |
| Durch Fahris aufgeflogenen Versuch, seinen Vaterschaftstest zu fälschen, ist die Ehe mit Pheline in der Krise. Fahri und Pheline begeben sich daher in einem Hotel in eine Paartherapie. Christian und Emily sind in den späteren Sitzungen ebenfalls anwesend. Fahris Mutter kommt ebenfalls dazu und gesteht ihrem Sohn, dass er einen Halbbruder habe. |           |                     |                                 |                 |                                                                     |                     |
| 34 | 4         | Steuern             | 26. Aug. 2021                   | Christian Ulmen | Christian Ulmen, Johannes Boss, Johann Buchholz, Timon Karl Kaleyta | 4. Jan. 2022        |
| Fahri kommt mit seiner neuen Rolle als Familienvater nur schwer zurecht. Christian und Fahri sprechen auf einer Kunstveranstaltung zwei Frauen an und verabreden sich mit den beiden. Fahri bekommt von einer Zooangestellten den Zentralschlüssel geliehen, nachdem die beiden zwecks Steuerersparnis eine Patenschaft mit zwei Affen eingegangen sind. Nachts nach einer Party gehen die beiden Pärchen in den Zoo. Während Fahri mit einer der beiden Damen Sex hat, gibt Christian der anderen Dame einen Korb. Er meint, dass sie nicht hübsch genug sei, um untreu zu sein. Danach schließt sich Christian versehentlich in einem Tierkäfig ein. |           |                     |                                 |                 |                                                                     |                     |
| 35 | 5         | Abid                | 2. Sep. 2021                    | Christian Ulmen | Christian Ulmen, Johannes Boss, Johann Buchholz, Timon Karl Kaleyta | 11. Jan. 2022       |
| Nach einem weiteren Schäferstündchen möchte Fahri kein Risiko eingehen und beschließt, die Pille danach in einer Apotheke zu besorgen. Dabei hilft ihm eine Passantin, wobei Fahri eine unschöne Begegnung mit deren Freund Abid hat. Pheline scheint sich besonders für den Umweltaktivisten und Schauspieler Patrick Bach zu interessieren. Als Pheline an einer Umweltaktion teilnimmt, übergibt der eifersüchtige Fahri die ihm anvertrauten Kinder zur Aufsicht an Abid. Nachdem in der Nachbarschaft eingebrochen worden ist, verdächtigt Fahri zu Unrecht den hilfsbereiten Abid und wirft diesen aus seinem Haus. |           |                     |                                 |                 |                                                                     |                     |
| 36 | 6         | Emily               | 2. Sep. 2021                    | Christian Ulmen | Christian Ulmen, Johannes Boss, Johann Buchholz, Timon Karl Kaleyta | 11. Jan. 2022       |
| Fahri lernt seinen Halbbruder Das Bo kennen. Emily zeigt Christian stolz ihren Lernerfolg beim Aktzeichenkurs. Aus Unachtsamkeit beschmiert Christian Emilys Aktzeichnung. Als er sich entschuldigen möchte, findet Christian heraus, dass Emily einen Seitensprung mit dem Aktmodell ihres Kurses hatte, worauf er Emily verlassen will und auszieht. Pheline versucht, die Wogen zu glätten und Christian zum Bleiben zu bewegen, woraufhin jedoch Fahri stark misstrauisch wird und denkt, dass Pheline ebenfalls untreu war. Christian kehrt zu Emily zurück, und gerade als die Beziehung wieder aufzuleben scheint, wird Emily vor dem Haus von einem Lastwagen überfahren. |           |                     |                                 |                 |                                                                     |                     |
| 37 | 7         | Gräber              | 9. Sep. 2021                    | Christian Ulmen | Christian Ulmen, Johannes Boss, Johann Buchholz, Timon Karl Kaleyta | 18. Jan. 2022       |
| Christian und Fahri wollen mit dem Friedhofs-Chef klären, wo genau Emily beerdigt werden soll. Fahri stellt dabei fest, dass das Grab seines Vaters in die Nähe der Müllcontainer umgebettet werden soll. Der Friedhofs-Chef sieht keine andere Möglichkeit und schlägt ihm vor, mit einem anderen Angehörigen den Grabplatz zu tauschen. Fahri wird dabei fündig und zufällig ist die Freundin eines Angehörigen ein Fan von Christian. Die Bedingung dafür ist, dass Christian für eine Stunde das Pärchen besucht und sich für Selfies und Autogramme zur Verfügung stellt. Christian befindet sich jedoch immer noch in Trauerstimmung und landet dabei weinend in den Armen der Dame. Bei der Beerdigung von Emily stellt sich heraus, dass die Dame ihre Beziehung mit ihrem Freund beendet hat, da sie sich in Christian verliebt hat.                                                       |           |                     |                                 |                 |                                                                     |                     |
| 38 | 8         | Disco               | 9. Sep. 2021                    | Christian Ulmen | Christian Ulmen, Johannes Boss, Johann Buchholz, Timon Karl Kaleyta | 18. Jan. 2022       |
| Fahri versucht sich als Discjockey und legt sich für den Auftritt das Aussehen eines Obdachlosen zu. Zwei Obdachlose begleiten ihn bei seinem Auftritt und sorgen dabei für die nötige Stimmung. Der Veranstalter ist von der Performance beeindruckt, doch Fahri weigert sich, die beiden Obdachlosen angemessen zu vergüten. Der Veranstalter beendet daraufhin die Zusammenarbeit mit Fahri. |           |                     |                                 |                 |                                                                     |                     |
| 39 | 9         | Krallensohn         | 16. Sep. 2021                   | Christian Ulmen | Christian Ulmen, Johannes Boss, Johann Buchholz, Timon Karl Kaleyta | 25. Jan. 2022       |
| Christians Tochter hat einen Mitschüler „Sohn einer Krüppelkralle“ genannt. Christian und Collien besuchen die Mutter des Jungen, um sich für das Verhalten ihrer Tochter zu entschuldigen. Dabei sind auch andere Personen mit Behinderungen anwesend, die vor allem die beiden als Eltern verantwortlich machen. Christian gesteht Collien, dass er sie immer noch liebt. Fahri und Pheline gehen währenddessen eislaufen. Dabei verletzt Fahri versehentlich einen Jungen mit Down-Syndrom. Die Mutter versucht zusammen mit Blümchen, daraus „Kasse“ zu machen. |           |                     |                                 |                 |                                                                     |                     |
| 40 | 10        | Emilia & Simon      | 16. Sep. 2021                   | Christian Ulmen | Christian Ulmen, Johannes Boss, Johann Buchholz, Timon Karl Kaleyta | 25. Jan. 2022       |
| Christian und Collien beginnen miteinander eine heimliche Affäre und übernachten gemeinsam in einem Waldhotel. Am nächsten Morgen geht Collien an der Hotellobby vorbei und trifft zufällig auf Fahri, Pheline, Simon Verhoeven sowie Emilia Schüle. Alle begeben sich gemeinsam auf eine Jagd. Emilia entpuppt sich als Nymphomanin und erzählt Pheline sowie Collien im Flur des Hotels von ihrer Affäre mit Wayne Carpendale und scheint es auf den Barkeeper sowie auf Christian abgesehen zu haben. Frau Buchholz hat die drei Damen belauscht und droht unter anderem mit Enthüllungen an die Presse. Am nächsten Morgen stirbt Frau Buchholz durch einen Unfall mit einem Jagdgewehr. Zwar hatte Emilia angekündigt, sie zu erschießen. Doch es stellt sich heraus, dass dies durch Unachtsamkeit zweier Kinder passierte. Annemarie Carpendale erscheint schließlich und beschimpft Emilia. |           |                     |                                 |                 |                                                                     |                     |
| 41 | 11        | Dichtung & Wahrheit | 23. Sep. 2021                   | Christian Ulmen | Christian Ulmen, Johannes Boss, Johann Buchholz, Timon Karl Kaleyta | 1. Feb. 2022        |
| Fahri hat eine Autobiografie namens Yardi Yeah veröffentlicht. Während der Lesung ist Fahri sehr nervös, da er sich bildlich vorstellt, dass sämtliche Ex-Freundinnen sowie Affären von ihm anwesend sind. Als ein Spediteur die fehlgedruckten Bücher abholen will, werden Fahri und Pheline versehentlich in einen Lkw-Container eingesperrt. Pheline erklärt Fahri, dass sie von dieser Autobiografie nicht begeistert sei. Sie meint, dass das Buch nur belanglose Themen beinhalte und dass Fahri sich eher auf seine Schauspielerkarriere konzentrieren solle. Sie fragt ihn, warum er nicht über die Vergewaltigung seitens Blümchen geschrieben hat. Fahri gesteht, dass er noch nie von Blümchen vergewaltigt wurde, sondern dass es sich nur um eine Affäre gehandelt habe und dass er mit anderen Frauen mehrmals fremdgegangen ist.                                                     |           |                     |                                 |                 |                                                                     |                     |
| 42 | 12        | Gras                | 23. Sep. 2021                   | Christian Ulmen | Christian Ulmen, Johannes Boss, Johann Buchholz, Timon Karl Kaleyta | 1. Feb. 2022        |
| Pheline trennt sich von Fahri. Fahri muss in eine eigene Wohnung ziehen. Er trifft zufällig Christians Tochter Kala, beide verbringen Zeit miteinander. Kala möchte ihre ersten Erfahrungen mit Drogen machen. Nach einem gemeinsamen Tag gesteht sie Fahri, dass sie ihn liebt. Als die beiden sich „freundschaftlich“ küssen, werden sie von Christian und Collien überrascht. |           |                     |                                 |                 |                                                                     |                     |

## Staffel 5
Die fünfte Staffel startete am 2. Februar 2023 bei Joyns kostenpflichtigem Subscription-Video-on-Demand-Angebot Joyn Plus+.
| Nr. (ges.) | Nr. (St.) | Originaltitel        | Erstveröffentlichung (D/A, VoD) | Regie           | Drehbuch                                                   | TV-Ausstrahlung (D) |
| --- | --------- | -------------------- | ------------------------------- | --------------- | ---------------------------------------------------------- | ------------------- |
| 43 | 1         | Klima                | 2. Feb. 2023                    | Christian Ulmen | Christian Ulmen, Markus Reinecke                           | 11. Sept. 2024      |
| Christian und Fahri treffen sich bei den Klimatagen wieder. Er trifft sich dabei mit Sarah-Lee Heinrich. Anstatt mit Sarah schläft er abends mit Olli Schulz in einem Doppelbett. Christian hält einen Vortrag über „Grünes Drehen“. Micky Beisenherz rettet einem alten Mann das Leben, während Christian tatenlos zuschaut. Fahri hat ein Auge auf einige Klimaaktivistinnen geworfen, darunter auch Eva Schulz. |           |                      |                                 |                 |                                                            |                     |
| 44 | 2         | Wechseljahre         | 2. Feb. 2023                    | Christian Ulmen | Christian Ulmen, Markus Reinecke                           | 12. Sept. 2024      |
| Die wiedergefundene Liebe zwischen Christian und Collien ist bereits etwas unterkühlt. Während sie versucht, mit ihm über ihre kommenden Wechseljahre zu sprechen, hat Christian ein Problem mit einem Busfahrer. Fahri ist mittlerweile mit Nilam Farooq zusammen, bei der er sich wie gewohnt in Lügengeschichten verstrickt, aus denen Christian ihn retten muss. Fahri täuscht vor, dass er seinen Arm gebrochen habe. |           |                      |                                 |                 |                                                            |                     |
| 45 | 3         | Angst                | 9. Feb. 2023                    | Christian Ulmen | Christian Ulmen, Markus Reinecke                           | 18. Sept. 2024      |
| Bei Dreharbeiten treffen Christian und Fahri auf Emil Belton und Bruno Alexander. Fahri beschuldigt die beiden, eine Toilette benutzt zu haben. Zum Schluss gibt es ein gemeinsames Interview mit Hadnet Tesfai. |           |                      |                                 |                 |                                                            |                     |
| 46 | 4         | Pan                  | 16. Feb. 2023                   | Christian Ulmen | Christian Ulmen, Markus Reinecke                           | 19. Sept. 2024      |
| Christian und Fahri treffen bei gemeinsamen Jagd-Übungen auf den Moderator Riccardo Simonetti. Fahri hat immer noch an der Trennung von Pheline zu kämpfen und flüchtet sich in eine vermeintliche sexuelle Selbstfindung zwischen Queer-Community und Pansexualität. Christian bekommt den Kontakt einer Putzfrau, die bei seinen Bekannten sehr angesehen und beliebt ist. Diese stirbt jedoch in seiner Wohnung, nachdem sie das Magazin „Die Lanze“ gelesen hat. Er erschießt sie versehentlich mit seinem Jagdgewehr. Weil sich in einer Obduktion herausstellt, dass sie bereits vorher tot war, wird er wieder freigelassen. Die Bekannten geben jedoch Christian die volle Schuld an ihrem Tod. |           |                      |                                 |                 |                                                            |                     |
| 47 | 5         | Stauffenberg         | 23. Feb. 2023                   | Christian Ulmen | Christian Ulmen, Ben Brooks, Markus Reinecke, Fahri Yardım | 25. Sept. 2024      |
| Fahri glaubt, dass er aufgrund der Aussagen von Pheline in einem Interview gecancelt werde. Nachdem Christian eine Frau namens Astrid Hessenbach in einem Park kennengelernt hat, kommt es zu einem Stelldichein, wobei sie ihn mit einer Prostatamassage begeistert. Sie entpuppt sich als Stellvertretender Fraktionsvorsitz der AfD. Christians Tochter hat dazu kaum Verständnis und wirft Christian vor, er habe „Sex mit Nazis“. Fahri rät Christian, er solle „Stauffenberg“ sein, und die Beziehung beenden. Bei diesem Vorhaben gerät er jedoch in eine Orgie, nur mit Fahris Hilfe kann er wieder rausgeholt werden. Fahri will Pheline mit Riccardo Simonetti eifersüchtig machen, doch dieser lehnt seine Avancen vor ihren Augen ab. |           |                      |                                 |                 |                                                            |                     |
| 48 | 6         | Der Anfang           | 2. März 2023                    | Christian Ulmen | Christian Ulmen, Ben Brooks, Markus Reinecke               | 26. Sept. 2024      |
| Rückblende ins Jahr 1986: Christian und Fahri besuchen die gleiche Klasse in der Grundschule. Christian bewundert die Schönheit der Mütter der anderen Kinder. Als seine eigene Mutter auftaucht, schämt er sich für sie. Er sperrt sie in den Keller ein und verschließt die Tür. Seine Lehrerin stellt ihn zur Rede, Fahri nimmt die Schuld auf sich. |           |                      |                                 |                 |                                                            |                     |
| 49 | 7         | Brusternährung       | 9. März 2023                    | Christian Ulmen | Christian Ulmen, Markus Reinecke                           | 2. Okt. 2024        |
| Christian und Fahri spielen gegen Marteria und Tommi Schmitt ein Tischtennisturnier. Es kommt zu einem Streit zwischen Christian und Tommi, weil er Tommi vorwirft, ein Muttersöhnchen zu sein. Tommi fühlt sich angegriffen, da dieser bis zu seinem 6. Lebensjahr von seiner Mutter gestillt wurde. Die Trainerin versucht zwischen den beiden zu vermitteln, was aber nur kurzzeitig funktioniert. Marteria ist anscheinend mit Pheline zusammen und knutscht mit ihr rum, so dass es Fahri nicht übersehen kann. Christian will das Turnier unbedingt gewinnen und bezahlt Marteria dafür, dass er es unterlässt. Im Abschlussturnier ist unter den Zuschauern auch Mieze Katz anwesend. Christian bietet einem kleinen Mädchen Geld, damit diese vor allen ersichtlich auf der Tribüne bei ihrer Mutter an der Brust saugt.                           |           |                      |                                 |                 |                                                            |                     |
| 50 | 8         | Das Erwachen         | 16. März 2023                   | Christian Ulmen | Christian Ulmen, Timon Karl Kaleyta, Markus Reinecke       | 3. Okt. 2024        |
| Rückblende ins Jahr 1991: Christian bekommt eine Moderation für eine Kindersendung namens Quietsch-Club angeboten. Christian besorgt für Fahri ohne dessen Wissen eine Prostituierte, die ihm gegenüber als erste große Liebe auftritt. Christian klärt Fahri jedoch nicht über den wahren Grund ihres überraschenden Interesses an ihm auf. |           |                      |                                 |                 |                                                            |                     |
| 51 | 9         | Rehabilitation Pt. 1 | 23. März 2023                   | Christian Ulmen | Christian Ulmen, Timon Karl Kaleyta, Markus Reinecke       | 10. Okt. 2024       |
| Christian und Fahri ziehen sich aufs Land zurück, um an ihren Problemen zu arbeiten. Dabei werden sie Mitglieder einer örtlichen Theatergruppe. Ihre direkten Nachbarn stellen sich bei einer Essenseinladung als dorfbekannte Nazis heraus. |           |                      |                                 |                 |                                                            |                     |
| 52 | 10        | Rehabilitation Pt. 2 | 30. März 2023                   | Christian Ulmen | Christian Ulmen, Timon Karl Kaleyta, Markus Reinecke       | 10. Okt. 2024       |
| Kurz vor der Premiere des Stücks der örtlichen Theatergruppe hört Fahri unbeabsichtigt ein Telefonat von Christian mit dessen Psychotherapeuten mit, in dem Christian von den Ereignissen aus dem Jahr 1991 berichtet. Daraufhin kündigt Fahri Christian die Freundschaft. Christian überredet ihn jedoch zu einem letzten Gespräch, zu dem dann nacheinander – offensichtlich von Christian arrangiert – verschiedene Weggefährten Fahris wie Linda Zervakis, Frederick Lau und Jan Hofer hinzukommen und sich bei ihm für seine Unterstützung im Laufe der Jahre bedanken. Fahri überdenkt daher den Abbruch der Freundschaft zu Christian. Offen bleibt jedoch, wer als letztes Fahri seinen oder ihren Dank überbringt, diese Person schließt aber für Fahri, seiner Reaktion nach zu urteilen, den Kreis, er wirkt so, als sei er endlich angekommen. |           |                      |                                 |                 |                                                            |                     |